# Jindřich I. z Montmorency
Jindřich I. z Montmorency (15. června 1534, Chantilly – 2. dubna 1614, La Grange-des-Prés), maršál Francie, konstábl Francie, pán z Damville, sloužil v letech 1563 až 1614 jako guvernér Languedocu.

## Život
Jako guvernér přišel Damville jako velitel armády v roce 1570 na devět měsíců do Toulouse a byl kapitánem pronásledován za to, že nechal katolický majetek padnout do rukou procházející protestantské armády, aniž by jednal. Obvinili ho ze zrady města a spolčení s protestanty, jako byl jeho bratranec admirál Coligny. Damville odpověděl zatčením čtyř měšťanů a jejich odesláním do Paříže s obviněním z pomluvy. Když se Damville v říjnu 1574 vzbouřil, byl parlamentem z Toulouse zbaven své funkce Parlementem z Toulouse a jeho společníci byli zatčeni za spiknutí proti králi. Uprostřed těchto zatčení Jindřich oběsil jednoho ze svých kapitánů pro podezření z otravy v domnění, že se ho francouzský král Jindřich III. pokouší zabít.
V roce 1579 se stal po smrti svého bratra vévodou z Montmorency.
Jako vůdce skupiny zvané Politique sehrál významnou roli v náboženských válkách ve Francii. V roce 1593 se stal konstáblem Francie, ale král Jindřich IV. projevil určitou úzkost, aby se držel dál od Languedocu, kterému vládl jako svrchovaný kníže.
Vévoda Jindřich I. Montmorency zemřel 2. dubna 1614 ve věku 79 let.

## Potomci
Jindřich byl třikrát ženat. Jeho první manželkou se stala o osm let mladší Antonie z La Marck (1542–1591), dcera Roberta IV. z La Marck, která mu porodila dvě dcery:
- Šarlota z Montmorency (1571–1636), v roce 1591 se provdala za Karla z Valois, vévodu z Angoulême;
- Markéta z Montmorency (1577–1660), v roce 1593 se provdala za svého bratrance Anne de Lévis, vévodu z Ventadour.

Se svou druhou manželkou Luisou de Budos (1575–1598) měl dvě děti:
- Šarlota Markéta de Montmorency (1594–1650), v roce 1609 se provdala za Jindřicha II., knížete z Condé;
- Jindřich II. z Montmorency (1595–1632), stal se otcovým nástupcem jako vévoda z Montmorency.

V roce 1601 se vévoda potřetí oženil s Laurence z Montmorency; toto manželství však zůstalo bezdětné.